# SIAM Journal on Numerical Analysis
SIAM Journal on Numerical Analysis (ook SINUM) is een internationaal, aan collegiale toetsing onderworpen wetenschappelijk tijdschrift op het gebied van de toegepaste wiskunde.
De naam wordt in literatuurverwijzingen meestal afgekort tot SIAM J. Numer. Anal., terwijl informeel ook de afkorting SINUM gebruikt wordt.
Het wordt uitgegeven door Society for Industrial and Applied Mathematics en verschijnt tweemaandelijks.
Het eerste nummer verscheen in 1964.